# أوسكار أ. إتش. شميتز
أوسكار أ. إتش. شميتز (بالألمانية: Oscar A. H. Schmitz) (و. 1873 – 1931 م) هو مترجم، وكاتب، وكاتب مسرحي ألماني، توفي في فرانكفورت، عن عمر يناهز 58 عاماً.